# Paleta Nebui
Paleta Nebui é uma paleta do Antigo Egito, de proveniência desconhecida, esculpida em baixo relevo. É datada de Nacada IIc-Nacada IIIb (r. 3500–3200/3200 a.C.). Está abrigada no Museu Barbier-Mueller de Genebra. Em seu relevo há um possível estandarte, semelhante ao sereque do faraó Falcão Duplo de Nacada IIIb (3220/3200–3150 a.C.).